# Distretto di Moutier
Il distretto di Moutier è stato uno dei 26 distretti del cantone di Berna in Svizzera. Era uno dei tre distretti interamente francofoni del cantone di Berna e con gli altri due (il distretto di Courtelary e il distretto di La Neuveville) costituiva la regione del Giura bernese. Confinava con il distretto di Courtelary a sud-ovest, con il Canton Giura (distretti di Franches-Montagnes a ovest e di Delémont a nord) e con il Canton Soletta (distretti di Thierstein a nord-est, di Thal a sud-est e di Lebern a sud-ovest). Il comune di Moutier era il capoluogo del distretto. La sua superficie era di 217 km² e contava 26 comuni.
I suoi comuni sono passati alla sua soppressione al Circondario del Giura bernese.

## Comuni
| Nome del comune        | Popolazione (2004) | Superficie in ettari |
| ---------------------- | ------------------ | -------------------- |
| Belprahon              | 327                | 379                  |
| Bévilard               | 1723               | 563                  |
| Champoz                | 165                | 711                  |
| Châtelat               | 127                | 409                  |
| Corcelles              | 217                | 678                  |
| Court                  | 1355               | 2460                 |
| Crémines               | 534                | 935                  |
| Eschert                | 368                | 656                  |
| Grandval               | 345                | 821                  |
| Loveresse              | 318                | 464                  |
| Malleray               | 1897               | 1035                 |
| Monible                | 36                 | 339                  |
| Moutier                | 7601               | 1953                 |
| Perrefitte             | 508                | 867                  |
| Pontenet               | 199                | 274                  |
| Rebévelier (dal 1976)  | 49                 | 352                  |
| Reconvilier            | 2342               | 823                  |
| Roches                 | 242                | 897                  |
| Saicourt               | 591                | 1375                 |
| Saules                 | 167                | 425                  |
| Schelten (La Scheulte) | 53                 | 561                  |
| Seehof (Elay)          | 82                 | 842                  |
| Sornetan               | 128                | 562                  |
| Sorvilier              | 283                | 702                  |
| Souboz                 | 122                | 1063                 |
| Tavannes               | 3319               | 1465                 |

## I prefetti del distretto di Moutier
- Bernhard Emanuel von Rodt (1815-1822)
- Sigismond Moreau (1822 -1825)
- Johann Karl Albrecht von Büren (1825 -1831)
- Charles-Henri Moschard (1832 - 1836)
- Daniel-Henri-Célestin Borle (1836 - 1842)
- Charles-Frédéric Klaye (1842 - 1850)
- David Mérillat (1850 - 1858)
- Charles-Frédéric Klaye (1858 - 1870)
- Louis Péteut (1870 - 1901)
- Jean Romy (1901 - 1922)
- Otto Boeschenstein (1922 - 1933)
- Georges Cuttat (1933 - 1943)
- Marcel Bindit (1944 - 1966)
- Roger Macquat (1966 - 1976)
- Fritz Hauri (1977 - 1992)
- Jean-Philippe Marti (1993 - )